# Rubraea onerata
Rubraea onerata is een vlinder uit de familie van de Nymphalidae. De wetenschappelijke naam van deze soort is voor het eerst voorgesteld, als Acraea onerata, door Roland Trimen in een publicatie uit 1891.
Deze soort komt voor in Angola. 